# PrivatAir
Privatair era una aerolínea suiza con sede en Meyrin que operaba aviones comerciales y vuelos regulares en nombre de las principales aerolíneas. Además, la compañía operaba instalaciones de entrenamiento para tripulaciones y pilotos. 
PrivatAir SA era una aerolínea registrada con dos certificados de operador aéreo, en Suiza y a través de su subsidiaria PrivatAir GmbH en Alemania. El 5 de diciembre de 2018, PrivatAir se declaró en quiebra y cesó sus operaciones.

## Historia
PrivatAir fue fundada en 1977 como una división de vuelos corporativos de la familia Latsis bajo el nombre de Petrolair. En 1979, el tráfico aéreo comenzó en un Boeing 737-200 y ofreció vuelos de viajes de negocios. En 1989, se agregaron un Boeing 757 y un Gulfstream IV, y el nombre se cambió a PrivatAir. El 1 de junio de 1995, la compañía recibió la licencia de la Oficina Federal Suiza de Aviación Civil como aerolínea comercial.
En marzo de 2001 se formó el Grupo PrivatAir. También en marzo de 2001, el Grupo PrivatAir obtuvo la aprobación ETOPS 180 minutos y la FAA 129 Transportista Extranjero como transportista designado según el acuerdo bilateral de "cielos abiertos" entre Estados Unidos y Suiza. Estas aprobaciones permiten a la compañía ofrecer las rutas más directas a través de los océanos Atlántico y Pacífico y operaciones ilimitadas a los Estados Unidos. En ese momento, PrivatAir era el único operador de vuelos chárter comerciales ad hoc en el mundo con estas aprobaciones.
En febrero de 2002, PrivatAir completó la construcción de su terminal privada en Ginebra, donde entonces se encontraba su sede. La nueva terminal "C3" fue una empresa conjunta entre PrivatAir y el Aeropuerto Internacional de Ginebra y ofreció servicios de pasajeros VIP a los clientes de PrivatAir. La alianza de jets corporativos AirClub se fundó en Ginebra en octubre de 2012. En 2018, AirClub tenía ocho miembros además de PrivatAir: ACM Air Charter, Air Alsie, Air Hamburg, Corporatejets, FlyingGroup, GlobeAir, London Executive Aviation y Masterjet.
En mayo de 2003, PrivatAir y Swissport crearon la empresa conjunta PrivatPort, que es un negocio de manejo de jets ejecutivos. En octubre de 2003, la filial alemana PrivatAir Germany GmbH en Düsseldorf, obtuvo la aprobación JAR-145 de la autoridad de aviación civil alemana, lo que le dio a la empresa más autonomía y flexibilidad en el marco de sus operaciones en nombre de Lufthansa y Airbus.
En noviembre de 2016, la mayoría de la empresa (51%) fue adquirida por la empresa de inversión británica SilverArrow Capital.
En octubre de 2018, las autoridades de aviación alemanas suspendieron la licencia de la filial alemana de PrivatAir. El 5 de diciembre de 2018, PrivatAir anunció el fin de las operaciones y solicitó la insolvencia de sus unidades de negocios suizas y alemanas, citando desarrollos comerciales negativos.

## Operaciones
Además de los servicios de vuelos chárter privados y corporativos, PrivatAir también operó sus aviones en nombre de diferentes aerolíneas internacionales a largo plazo para vuelos regulares.
De junio de 2002 a junio de 2008, PrivatAir operó en nombre de Lufthansa un servicio transatlántico sin escalas desde Düsseldorf a Newark, cerca de la ciudad de Nueva York. Cabe señalar que este fue el primer vuelo transatlántico que despegó exclusivamente en clase ejecutiva. Para este propósito, se creó la filial alemana PrivatAir GmbH con sede legal en Düsseldorf, Alemania, que no solo operaba los cuatro Airbus bajo su propia responsabilidad, sino que también era responsable de todo el mantenimiento de los aviones del grupo. Además, la compañía agregó tres jets ejecutivos Boeing.
De 2003 a 2008, PrivatAir realizó vuelos chárter para Airbus entre las plantas de Hamburgo y Toulouse. Posteriormente, OLT Express Germany se hizo cargo de esto. PrivatAir también operaba una variedad de otros vuelos regulares programados en nombre de las principales aerolíneas, como Lufthansa, desde Frankfurt a Pune y Nairobi y para Saudia en servicios nacionales.
En abril de 2015, Lufthansa anunció que reduciría su participación con PrivatAir y que la ruta de Frankfurt a Dammam se cerraría a fines de octubre de 2015. PrivatAir también operaba vuelos a Libreville, Pointe-Noire, Acra, Baréin y Tel Aviv en nombre de Lufthansa; todas estas rutas se cancelaron unos años antes. Una ruta operada para Lufthansa a Nairobi finalizó el 31 de agosto de 2016. PrivatAir también operaba aeronaves en nombre de ECAir con base en el Aeropuerto de Maya-Maya hasta el 10 de octubre de 2016, cuando ECAir suspendió sus operaciones.
Entre marzo de 2016 y octubre de 2017, PrivatAir operó un Boeing 737 en nombre de Scandinavian Airlines entre Copenhague y Boston.
A partir de 2017, PrivatAir también operó en rutas seleccionadas para compañías como TUI fly Deutschland y Eurowings en rutas de ocio desde Alemania tras el colapso de Air Berlin. En julio de 2018, Lufthansa suspendió su ruta entre Frankfurt y Pune, India, que había sido servida por PrivatAir durante varios años. La ruta se reanudó en otoño de 2018, sin embargo operada por aviones propios de Lufthansa.

## Flota histórica
La flota de PrivatAir constaba de las siguientes aeronaves:
| Aeronaves                 | Total | Introducido | Retirado | Matrículas                                                              |
| ------------------------- | ----- | ----------- | -------- | ----------------------------------------------------------------------- |
| Airbus A319               | 9     | 2003        | 2018     | D-ASPB, D-APTA, D-ASPA, D-ASPB, D-APAC, D-APAD, D-APAA, D-APAB y CS-TFU |
| Boeing 737-200            | 1     | 1981        | 1997     | HB-IEH                                                                  |
| Boeing 737-300            | 3     | 1998        | 2015     | HB-JJC, HB-JJB y HB-IIN                                                 |
| Boeing 737-800            | 4     | 2005        | 2016     | HB-IIR, D-APBC, D-APBD y D-APBB                                         |
| Boeing 737 BBJ1           | 4     | 1999        | 2018     | HB-IIO, HB-IIP, HB-IIQ (rrg. D-AWBB) y HB-JJA (rrg. D-AWBC)             |
| Boeing 737 BBJ2           | 1     | 2016        | 2018     | VP-COH                                                                  |
| Boeing 757-200            | 4     | 1989        | 2018     | HB-JJE, HB-IHU (rrg. HB-IEE), HB-JJD y HB-JJE                           |
| Boeing 767-300ER          | 2     | 2006        | 2016     | HB-JJF y HB-JJG                                                         |
| Bombardier Global Express | 3     | 2002        | 2012     | HB-IKZ, D-AOTL y D-AOHS                                                 |
| Cessna 500 Citation I     | 1     | 1977        | 1981     | HB-VFF                                                                  |
| Dassault Falcon 900       | 1     | 2015        | 2016     | HB-IGY                                                                  |
| Dassault Falcon 2000      | 1     | 2013        | 2018     | HB-JSB                                                                  |
| Gulfstream IV             | 2     | 1997        | 2014     | HB-ITX y N917W                                                          |